# 佐用町立上月小学校
佐用町立上月小学校（さようちょうりつ こうづきしょうがっこう）は、兵庫県佐用郡佐用町上月にある公立小学校。卒業後は原則的に佐用町立上月中学校に進学する。

## 沿革

### 経緯
上月町立上月小学校は、佐用町学校規模適正化推進計画により、町内3校が統合し設立された。

### 年表
- 2015年4月1日 - 上月町立上月小学校（旧）、佐用町立幕山小学校、佐用町立久崎小学校との統合により設立

## 学校経営の概要

### 学校教育目標
夢に向かって、自ら学び、心豊かに、たくましく生きる上月っ子の育成

－夢いっぱい・笑顔いっぱい・汗いっぱい－

### 学校経営
- 基本方針
  - 児童にとって、楽しく、学びがいのある学校づくり
  - 児童にとって、いかなる環境の変化の中でも、自ら学び続ける学校づくり　　　　　　　　　　　　　　　　　　　　　　　　　　　　　　　　　　
  - 教職員にとって、生かされ、働きがいのある学校づくり
  - 保護者、地域にとって、地域に根差し開かれた学校づくり

### めざす教育像

#### めざす児童像
- 常に、夢と志を持ち、自ら学ぶ児童
- 仲間の良さを認め、共に伸びる健やかな児童
- 心身共にたくましい児童

#### めざす学校像
- 美しく整った学校
- 安心安全な学校
- 地域に根ざし、信頼される学校

#### めざす教職員像
- 自ら学び続け、実践的指導力の向上に努める教職員
- 豊かな人間性の涵養に努める品格ある教職員
- 子どもの力を伸ばし、保護者・地域から信頼される教職員

### 重点努力目標
- 確かな学力の定着
- 豊かな心の育成
- 健康、安全な生活をおくる児童の育成
- 信頼される学校づくり
- 教職員の資質と実践的指導力の向上

## 学校行事
| - 4月 入学式 始業式 - 5月 - 6月 トライやる・ウィーク | - 7月 終業式 - 8月 - 9月 始業式 運動会 | - 10月 - 11月 郡小学校連合音楽会 - 12月 終業式 | - 1月 始業式 - 2月 - 3月 卒業式 |

教育さよう 第23号より

## 通学区域
- 佐用町の下記旧小学校校区
  - 佐用町立上月小学校
  - 佐用町立幕山小学校
  - 佐用町立久崎小学校

## 進学先学校
- 佐用町立上月中学校

## 校区内の主な施設
- 佐用町立上月中学校
- 佐用町立博物館・科学館上月歴史資料館

## 交通
- JR西日本姫新線上月駅より徒歩10分

## 通学区域が隣接している学校
- 佐用町立佐用小学校
- 佐用町立南光小学校
- 上郡町立上郡小学校
- 上郡町立山野里小学校

以下は岡山県。
- 備前市立吉永小学校
- 美作市立土居小学校
- 美作市立江見小学校